# Vengeance corse (film, 1950)
Pour les articles homonymes, voir Vengeance corse et Vendetta (homonymie).
Pour plus de détails, voir Fiche technique et Distribution.
Vengeance corse (Vendetta) est un film policier américain sorti en 1950. Tournée en Californie, cette adaptation de la nouvelle Colomba (1840) de Prosper Mérimée, est censée se dérouler en 1825 en Corse.
Le film est produit par Howard Hughes pour mettre en vedette sa dernière découverte, Faith Domergue. Le film est d'abord tourné sous l'égide de United Artists en 1946, mais le film n'est sorti que quatre ans plus tard par l'intermédiaire de RKO Pictures, que Hughes venait d'acheter. Hughes a renvoyé le réalisateur Max Ophüls ainsi que son partenaire de production, Preston Sturges, qui a remplacé Ophüls. Stuart Heisler termine le film, mais Hughes décide qu'il veut plus de changements et fait appel à l'acteur/réalisateur Mel Ferrer, qui est le seul réalisateur crédité sur le film. Hughes a lui-même réalisé quelques scènes. Le scénario est crédité à W. R. Burnett, mais il a été retravaillé par plusieurs scénaristes, dont Sturges, qui a lancé le projet à la demande de Hughes.
Vengeance corse aurait coûté environ 4 millions de dollars, un montant extraordinaire pour l'époque. Le film n'a été ni un succès critique ni un succès commercial.

## Synopsis
En 1825, dans le village de Pietranera, dans la Corse sous contrôle français, Colomba della Rabia (Faith Domergue), une jeune fille au sang chaud, veut que son frère Orso (George Dolenz) venge le meurtre de leur père par la puissante famille Barracini. Bien qu'il soit lieutenant, Orso est un homme de paix et de raison qui s'oppose à la pratique corse de la vendetta et de la vengeance ; il est plus intéressé à courtiser la belle aristocrate anglaise, Lydia Nevil (Hillary Brooke), qui passe des vacances sur l'île avec son père, le colonel Sir Thomas Nevil (Nigel Bruce).
Pour persuader Orso d'accomplir son devoir familial, Colomba doit compter sur l'aide d'un ami de la famille, le « bandit » Padrino (Donald Buka), et de son serviteur Brando (Hugo Haas). Lorsque Orso est enfin convaincu de la culpabilité des Barracini, qui ont été acquittés lors du procès en raison de faux témoignages, il provoque Vincente Barracini en duel, ce qui réjouit Colomba mais horrifie Lydia. Elle est maintenant fiancée à Orso, mais menace de le quitter s'il va jusqu'au bout du duel.
Lorsque Orso se rend à l'endroit convenu, Colomba apprend que les frères Barracini vont lui tendre une embuscade et monte à cheval pour l'avertir. Dans la confrontation qui s'ensuit, Colomba est abattu et meurt dans les bras d'Orso, les Barracini sont tués et Orso est blessé, mais sans gravité. Padrino dit à Orso, accablé de douleur, qu'il doit utiliser son expérience pour guider le peuple vers une meilleure façon de vivre, en brisant le cycle de la vendetta et de la mort,.

## Fiche technique
- Titre français : Vengeance corse[3]
- Titre original : Vendetta[2]
- Réalisation : Max Ophüls (licencié), Preston Sturges (licencié), Stuart Heisler (non crédité), Paul Weatherwax, (remplaçant de Heisler), Mel Ferrer, Howard Hughes (remplaçants)
- Scénario : Peter O'Crotty, W. R. Burnett, Preston Sturges, Wells Root, d'après Prosper Mérimée
- Photographie : Franz Planer, Al Gilks
- Montage : Stuart Gilmore, Robert Seiter, Paul Weatherwax
- Musique : Roy Webb
- Production : Howard Hughes, Peter Rathvon
- Société de production : Hughes Productions, RKO Pictures
- Pays de production :  États-Unis
- Langues originales : anglais américain
- Format : Noir et blanc - 1,37:1 - Son mono - 35 mm
- Genre : film policier
- Durée : 83 minutes
- Dates de sortie :
  - États-Unis : 25 décembre 1950
  - France : 31 août 1951

## Distribution
- Faith Domergue : Colombe de la Rabia
- George Dolenz : Lieutenant Bear Anthony de la Rabia
- Donald Buka : Parrain des bandits
- Joseph Calleia Major Guido Barracini
- Robert Warwick : Préfet français
- Hugo Haas : Brando, un bandit
- Hillary Brooke : Lydia Nevil
- Nigel Bruce : Sir Thomas Nevil